# 普罗霍罗夫
普罗霍罗夫（羅馬化：Prokhorov）是俄罗斯姓氏，源自男性人名普罗霍尔（Прохор）。著名人物包括：
- 亚历山大·普罗霍罗夫，苏联物理学家
- 米哈伊尔·普罗霍罗夫，俄罗斯和以色列富豪

|  | 本页或本分段罗列了姓氏为「普罗霍罗夫」的人物。 如果是一个指代特定个人的内链将您引导到本页，請考慮修正該人物的名字以將链接指向正確的條目。 |